# Ephalophis greyae
Ephalophis greyae är en ormart som beskrevs av Smith 1931. Ephalophis greyae är ensam i släktet Ephalophis som ingår i familjen giftsnokar och i underfamiljen havsormar. IUCN kategoriserar arten globalt som livskraftig. Inga underarter finns listade i Catalogue of Life.
Arten blir upp till 50 cm lång. Den jagar antagligen fiskar. Honor lägger inga ägg utan föder levande ungar.
Ephalophis greyae förekommer vid Australiens nordvästra och västra kustlinje. Typiska fyndplatser är bland annat vikar och mangrove. För att hitta föda uppsöker den bland annat bon av slamkrypare.